# Moulin-Vieux
Cet article possède un paronyme, voir Le Vieux Moulin.

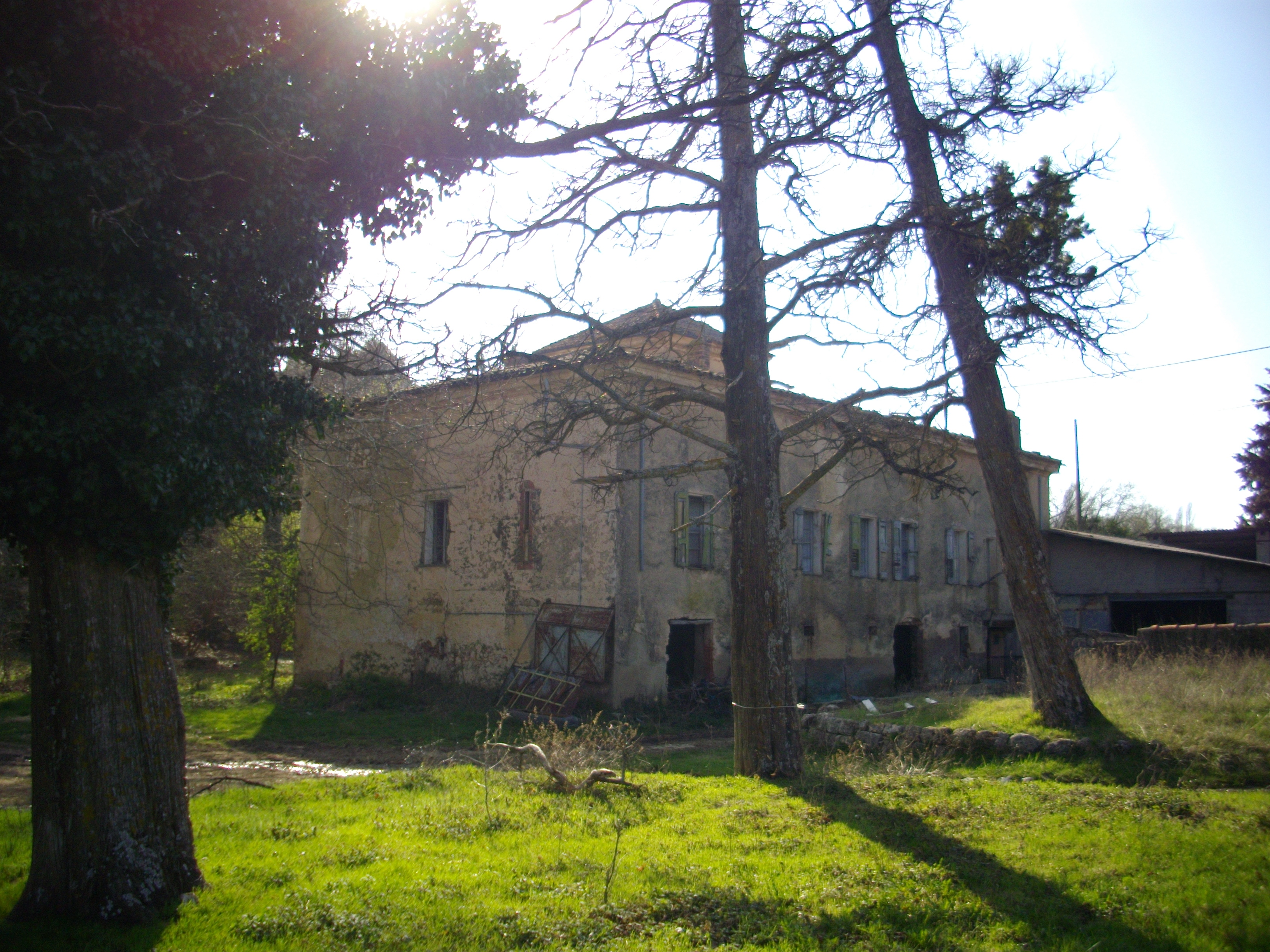
Ampus, Moulin vieux, Façade principale.

Le « Domaine du Moulin-Vieux », situé dans la commune d’Ampus dans le Var (France), se trouve sur la route qui mène à la chapelle Notre-Dame de Spéluque qui constituait un prieuré de l'abbaye de Lérins jusqu'à la révolution.
Le domaine du Moulin-Vieux, en partie Nord de la plaine d’Ampus, s’étend sur un plateau calcaire et dolomitique à une altitude moyenne de 600 mètres.
Il est bordé au nord et à l’est par la Nartuby et le vallon de Valségure.

## Historique
Le bâtiment principal du Domaine du Moulin-Vieux a été construit, sur l’emplacement d’un ancien moulin à farine,, par François de Peyrache d'Ampus né en 1717.
La propriété a ensuite été successivement rachetée par François Alphonse de Peyrache, Franck de Jerphanion (qui ont acheté un domaine qui faisait encore à cette époque 3 000 hectares, incluant la chapelle Notre-Dame de Spéluque), Gustave de Sinety, Jules de Taulanne.
En 1940 par la famille Jerphanion, En 1956, le Domaine est vendu à M. Pallier, puis revendu en 1978 à M. Couderc, en 1980 à un émir saoudien Hascim al Hascim al Sayed et enfin à la "Société pour le développement du Moulin-Vieux" (SDMV) qui en a été jusqu'en 2014, avec un peu plus de 200 hectares, propriétaire mais sans projet à la clé.
Celui relatif à la réalisation d’une Unité Touristique Nouvelle (U.T.N), projet étudié en mars 1990 a été finalement annulé par le Conseil d'État en 1993,,,.
Après mains projets, en 2014 c'est finalement la SCEA G'M basée à Préaux, dans la Mayenne qui en devient propriétaire.

## Galerie d'images

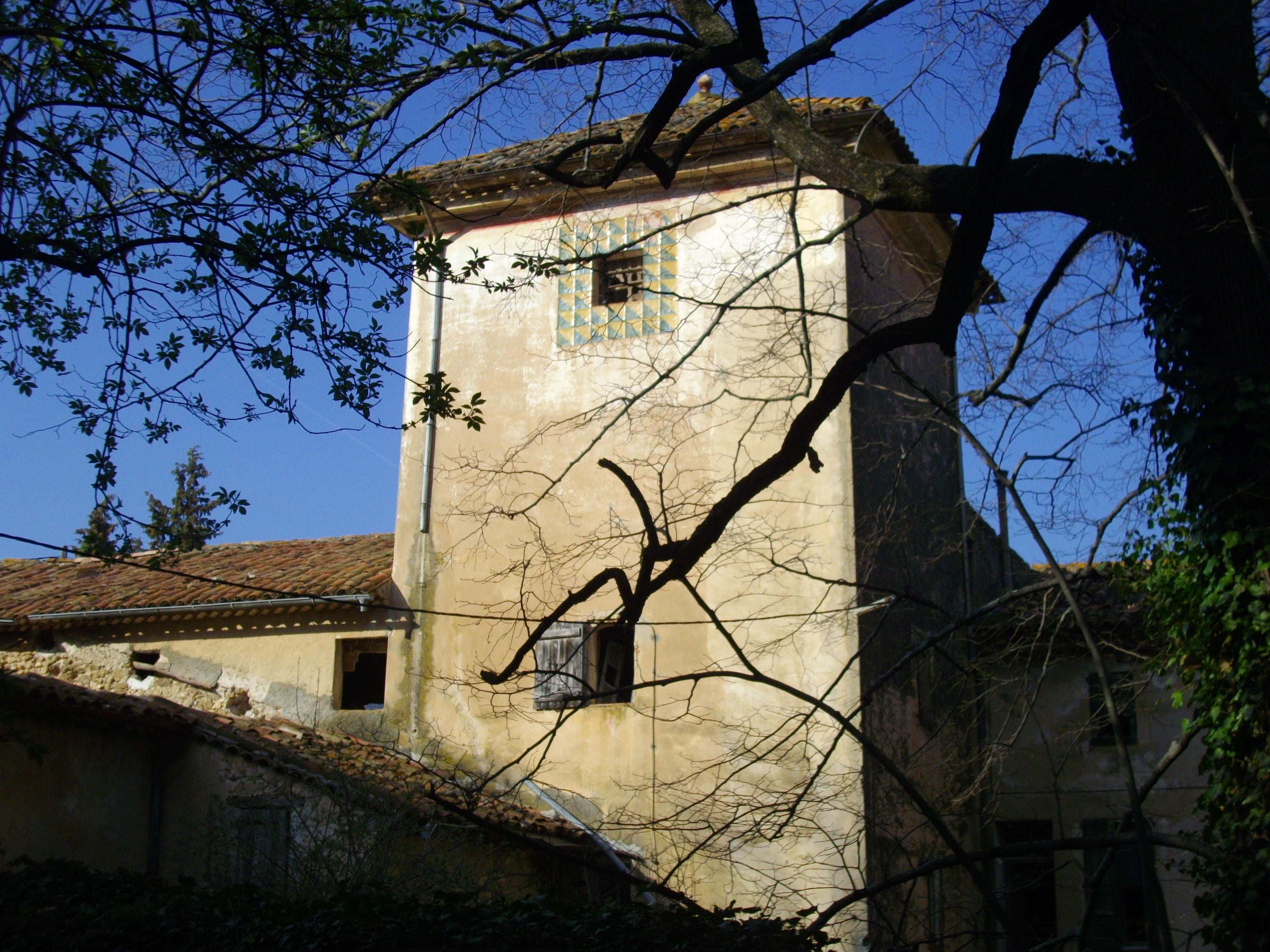
Pigeonnier du Moulin-Vieux
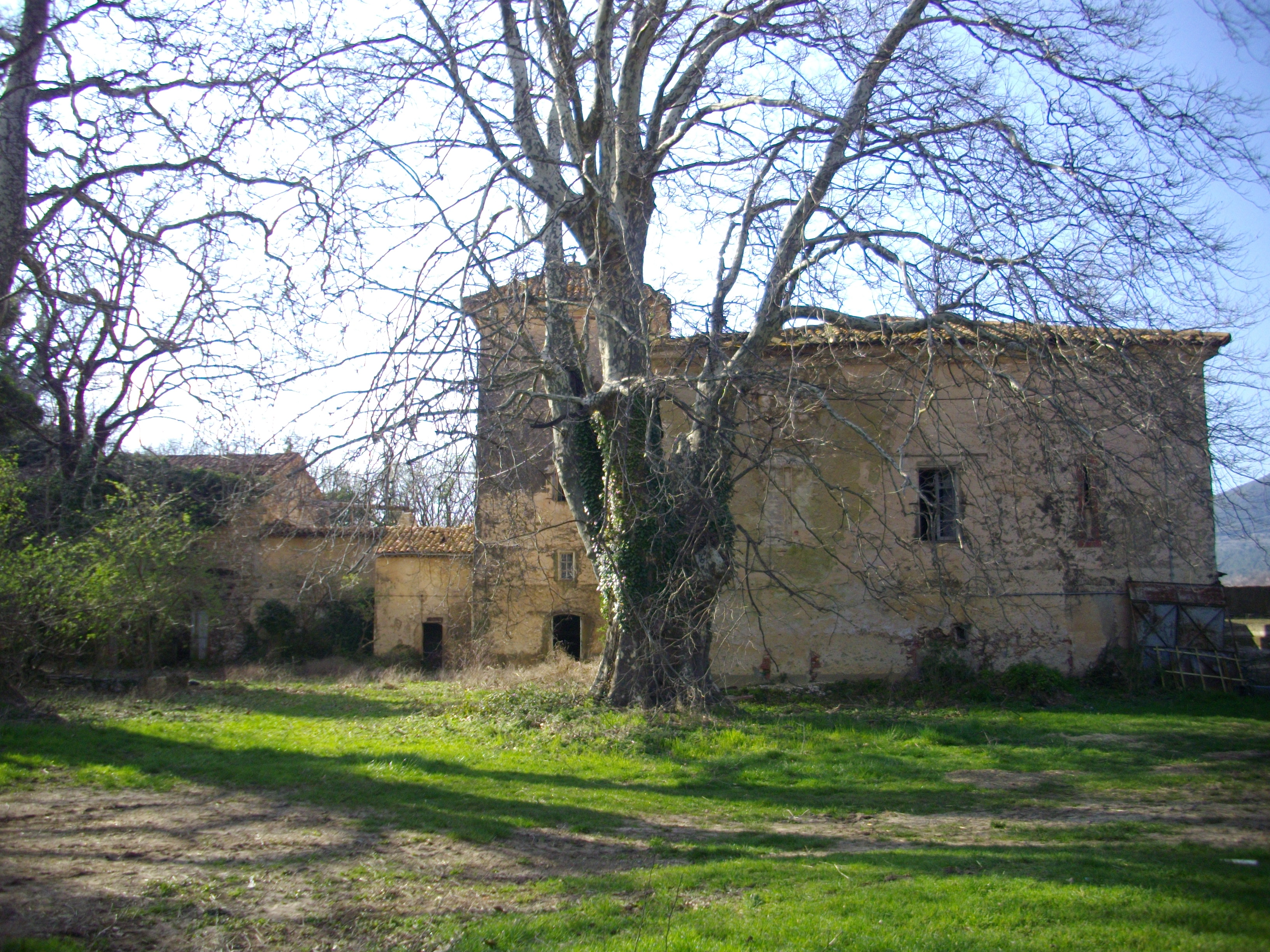
Façade latérale
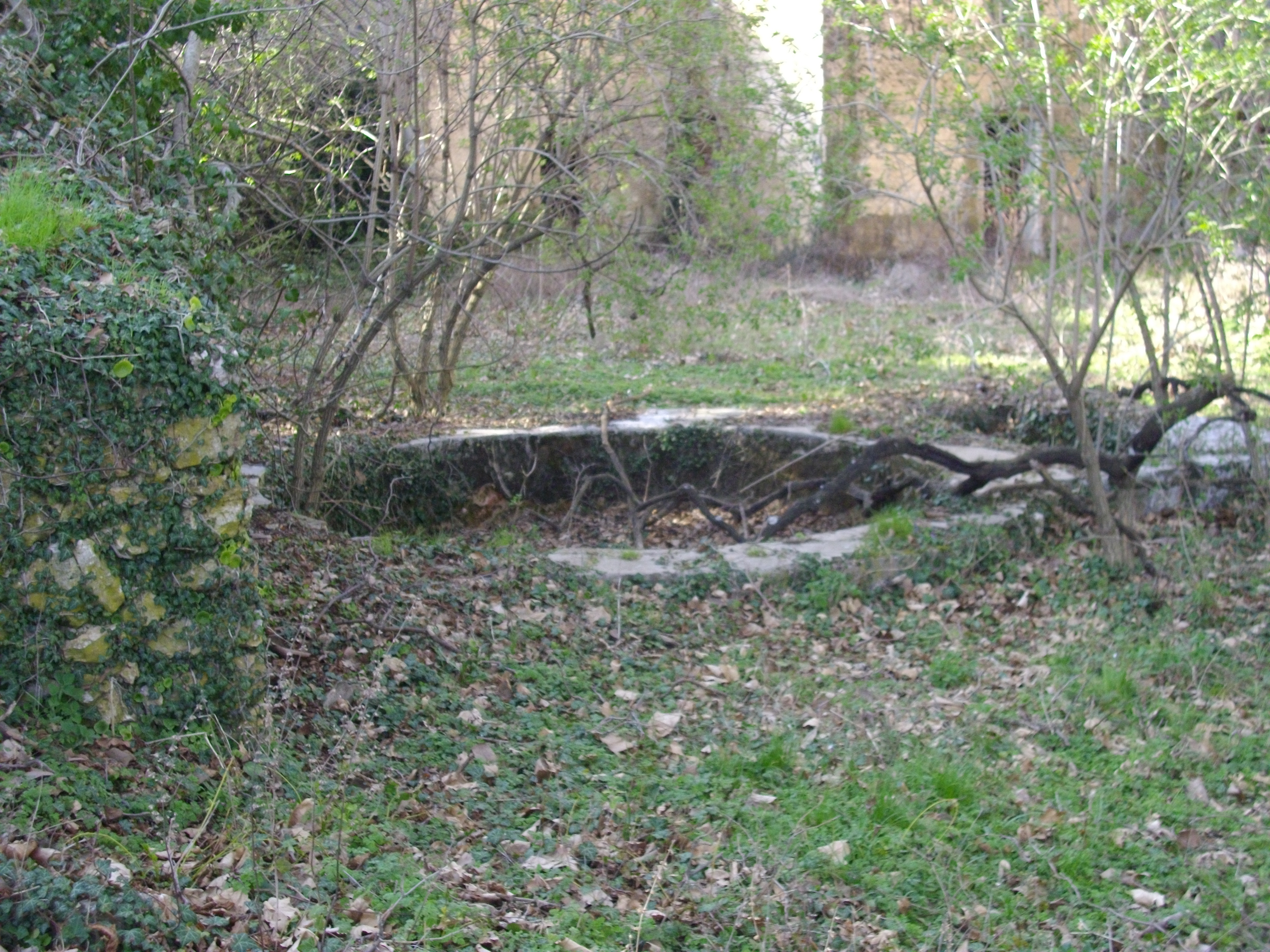
Bassin
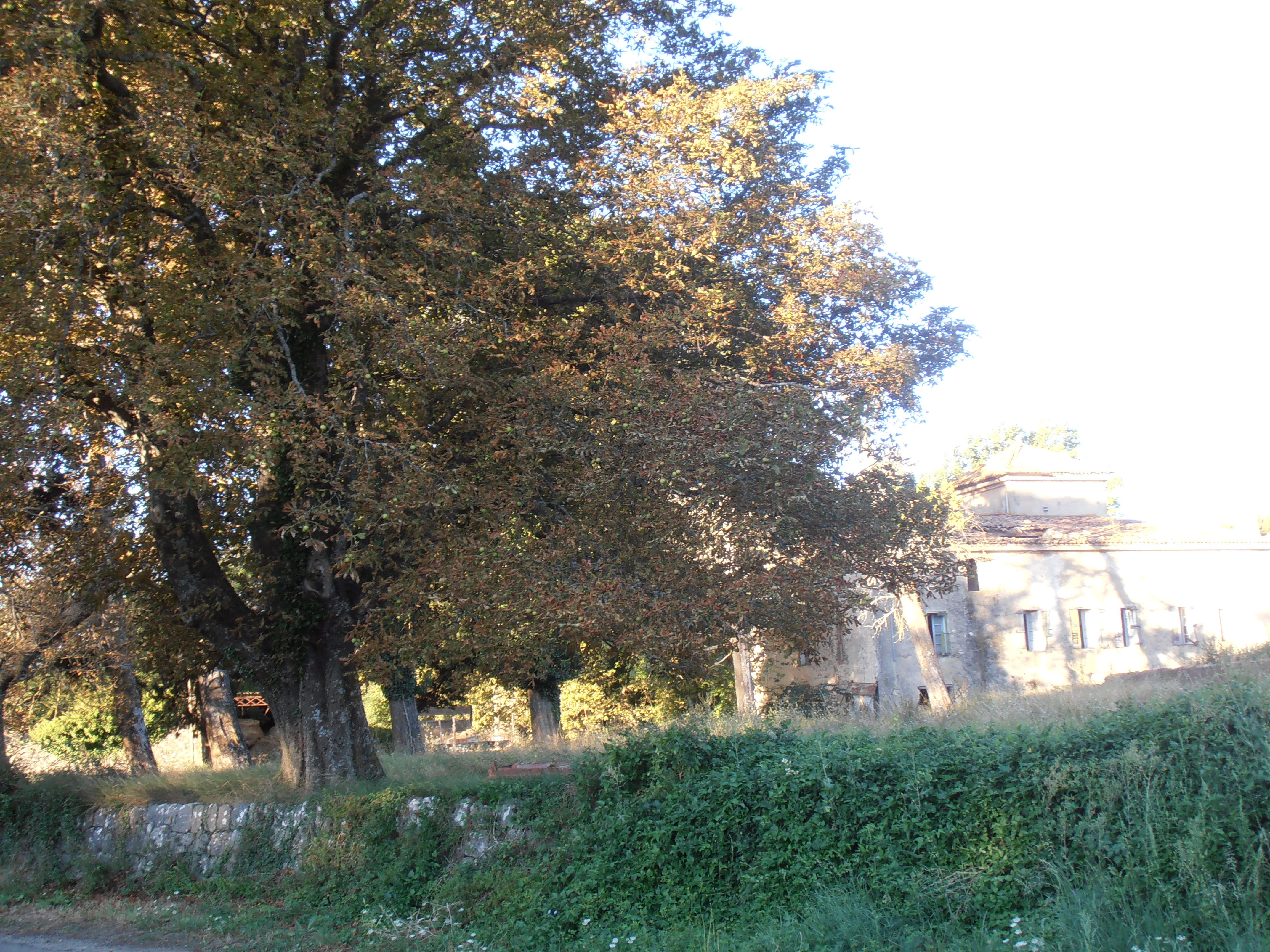
Un platane au Moulin-Vieux

## Curiosités
- Pigeonnier[13].
- 2 platanes multicentenaires[14].

## Une activité agricole préservant le site naturel et la faune
L’ensemble des sites de la commune bénéficie d’une protection juridique au titre de l’environnement, la préservation de la faune et la flore,.
L'activité agricole a contribué, au même titre que le site de Canjuers (qui constitue une toile naturelle remarquable), de préserver l'authenticité du paysage. Mais en ce qui concerne les bâtiments eux-mêmes, en particulier le corps principal et le pigeonnier du Domaine du Moulin Vieux, ceux-ci menacent ruine si aucune intervention n’est prévue à court ou moyen terme. En effet, les intempéries ont causé d'importants dommages : une partie des toitures s'est écroulée.
Une colonie du Grand Rhinolophe, espèce déterminante et menacée, en régression partout en France, fréquente le moulin vieux.